# Oligia aeruginis
Oligia aeruginis är en fjärilsart som beskrevs av Edelsten 1939. Oligia aeruginis ingår i släktet Oligia och familjen nattflyn. Inga underarter finns listade i Catalogue of Life.